# Degema
Ne doit pas être confondu avec Degema (langue).
Degema est une zone de gouvernement local de l'État de Rivers au Nigeria,.

## Source
- (en) Cet article est partiellement ou en totalité issu de l’article de Wikipédia en anglais intitulé « Degema, Rivers » (voir la liste des auteurs).